# Pierre Boitard
Pour les articles homonymes, voir Boitard.
Pierre Boitard, né à Mâcon le 27 avril 1789 et mort le 25 août 1859 à Montrouge, est un botaniste et géologue français. Il est surtout connu pour son ouvrage Paris avant les hommes, publié de façon posthume en 1861, dans lequel il imagine un voyage dans le passé, remontant aux origines géologiques et paléontologiques de Paris.

## Parcours
Pierre Boitard est d'abord officier supérieur, notamment durant les Cent-Jours, persécuté sous le régime suivant, puis naturaliste, géologue et agronome.
Une première contribution de Pierre Boitard à la théorie évolutionniste, bien avant Charles Darwin, peut être trouvée dans la revue Le Magasin universel. Dans un article intitulé « L'Homme Fossile », Boitard expose, sous la forme d'un dialogue entre un savant et un honnête homme, une théorie de l'évolution des espèces appliquée à l'ensemble des êtres vivants, humains compris.
De 1839 à 1841, il dirige avec Louis-Claude Noisette la Revue progressive d'agriculture, de jardinage, d'économie rurale et domestique , revue reprise en 1841 sous le titre de L'Agriculteur praticien ou Revue progressive d'agriculture, de jardinage, d'économie rurale et domestique .

## Activités littéraires
Arrivé à Paris au début des années 1820, Pierre Boitard est d'abord rédacteur dans le Journal des débats. Repéré par le libraire Louis-Eustache Audot, il participe à la collection de La Botanique des dames dès 1821. Il collabore par la suite avec quatre revues d'agronomie et de botanique.
En 1835, il devient rédacteur pour le Musée des Familles, Lectures du Soir, un périodique littéraire destiné à la jeunesse et au lectorat populaire. Boitard y est chargé des articles naturalistes. Ses portraits d'animaux, dans la tradition de l'Histoire naturelle de Buffon, sont illustrés de gravures en pleine page qui avaient sans doute une valeur publicitaire pour la revue.
Entre 1835 et 1838, il publie ainsi des articles sur un grand nombre d'animaux : ours, crocodile, jaguar, paresseux, condor, tigre, ornithorynque, lamantin, etc.
En parallèle de ces articles de vulgarisation des sciences naturelles, Boitard rédige aussi des récits de fiction mêlant aventures exotiques et savoirs naturalistes, tels que Paris avant les hommes et Voyage dans le soleil.

### Paris avant les hommes
« Paris avant les hommes » est d'abord un article publié en deux livraisons, en juin 1836 puis en novembre 1837.
Dans ce récit de fiction, Boitard imagine qu'Asmodée, le diable boiteux de Lesage, lui rend visite un soir dans son cabinet d'histoire naturelle. Le diable propose au narrateur de remonter le temps pour observer l'état passé de Paris. Boitard accepte, et le génie le transporte jusqu'au passé lointain de la région parisienne. Il fait alors défiler devant ses yeux la faune et la flore locale, de la première à la sixième époque géologique, nommant et expliquant les espèces disparues qu'ils observent.
Parmi les sources des savoirs exposés dans cet article, Boitard cite Georges Cuvier et Alexandre Brongniart en France, et James Hutton en Angleterre.
La seconde partie de l'article est publiée un an plus tard, en novembre 1837. Elle raconte une seconde visite du diable boiteux, qui ramène le narrateur dans le passé géologique de Paris, lui faisant découvrir de nombreuses autres espèces d'animaux paléontologiques. L'article se conclut sur l'apparition de « l'homme fossile ».
En 1857, Pierre Boitard reprend le contenu de ces deux articles et les remanie pour une publication en ouvrage. La faune du second article est ajoutée à la trame narrative du premier. Plusieurs articles publiés dans le Musée des Familles (la loutre, le castor, le cocotier) sont également intégrés au récit.
La mort de l'auteur en 1859 interrompt ce projet de publication. En 1861 l'éditeur Passard, à la demande de la famille de Boitard, publie l'ouvrage, accompagné de plusieurs textes scientifiques, sous un titre général, L'Univers avant les hommes. Cette édition contient notamment une deuxième partie, « De l'incandescence du globe ». Elle est illustrée de dessins de l'auteur.

## Publications

### Botanique, horticulture
- Traité de la composition et de l'ornement des jardins , Paris, Audot, 1825, 156 p. – planches de Auguste Garneret, Jean Théodore Susemihl, etc.
- Manuel Complet de Botanique ou Principes de Botanique élémentaire, Paris, 1826, 448 p.
- Traité des prairies naturelles et artificielles, contenant la culture, la description et l’histoire de tous les végétaux propres à fournir des fourrages, avec la figure dessinée et coloriée d’après nature de toutes les espèces appartenant à la classe des graminées [avec 48 planches], Paris : Rousselon, Jacquin frères, 1827, in-8°, VIII-301 p.
- Manuel de Physiologie végétale, de physique, de chimie et de Minéralogie, appliquées à la culture, Paris, 1829, 357 p.
- Les instrumens aratoires, collection complète de tous les instrumens d'agriculture et de jardinage, français et étrangers, anciens et nouvellement inventés ou perfectionnés ; la plupart dessinés dans les ateliers de M. Cambray, pour l'agriculture, et dans ceux de MM. Arnheiter et Petit, pour l'horticulture. Paris : Abel Ledoux : Leneveux, 1833. (Lire en ligne)
- Manuel complet de l'architecte des jardins, ou l'art de les composer et de les décorer (avec Charles Rohault de Fleury et Borromée), Paris, Librairie encyclopédique de Roret, v.1834, 100 planches.
- Manuel complet de l'amateur de roses, leur monographie, leur histoire et leur culture, Paris, Librairie Encyclopédique de Roret, 1836, 367 p.
- Le Jardin des Plantes. Description et mœurs des mammifères de la ménagerie et du muséum d'histoire naturelle, J.-J. Dubochet, Paris, 1842.
- Nouveau manuel complet du naturaliste préparateur, ou l'art d'empailler les animaux, de conserver les végétaux et les minéraux, de préparer les pièces d'anatomie normale et pathologique, suivi d'un traité des embaumements, Paris, Librairie Encyclopédique de Roret, 1845, 464 p. ; Nouvelle édition, revue, augmentée et entièrement refondue, Paris, Librairie Encyclopédique de Roret, 1852, 510 p.
- Curiosités d'histoire naturelle et astronomie amusante : réalités fantastiques, voyages dans les planètes, etc. Delarue (Paris). Texte disponible en lignes sur LillOnum.

### Vulgarisation scientifique
- Paris avant les hommes, publié d'abord dans le Musée des Familles, 1836-1838. Repris en volume en 1861 (posthume).
- Voyage dans le soleil, publié dans le Musée des Familles, 1839.